# Штефан Юрех
Штефан Юрех (*9 червня 1898 — †4 лютого 1945) — словацький генерал періоду Першої Словацької республіки.

## Біографія
Розпочав військову службу солдатом у лавах Австро-Угорської армії, під час Першої світової війни воював на фронтах в Румунії, Італії та Франції. По завершенні війни розпочав військову кар'єру у новоствореній чехословацькій армії.
Після проголошення Словацької республіки майор Юрех призначається командувачем V корпусу, розташованого в Тренчині, та отримує наказ охороняти словацько-польський кордон на випадок, якщо уряд Польщі вирішить скористатися розпадом Чехословаччини для силового захоплення північних територій Словаччини.
Від початку Другої світової війни служив військовим аташе в Будапешті. Згодом — командувач військ Повітряної оборони, розміщених у Тренчині. З вересня 1942 року призначений командувачем Швидкої дивізії, яка в лавах вермахту брала участь у боях з Червоною армією на території СРСР. За деякими даними невдовзі після прибуття на Східний фронт Юрех зв'язався з представникам радянського командування та проводив перемовини щодо можливості переходу Швидкої дивізії на бік Червоної армії, які, втім, успіхом не увінчалися. Восени 1943 року Юреха відкликають з фронту до Словаччини, що пов'язується з підозрами Абверу щодо благонадійності командувача словацької дивізії. На батьківщині Юрех очолює Словацький армійський інститут та займається підготовкою кадрів для словацької армії.
У перші дні Словацького національного повстання 1944 року генерала Юреха заарештовують представники німецької контррозвідки та вивозять спочатку до Відня, а згодом до Брно. Врешті-решт Юрех опиняється в концентраційному таборі Флоссенбурґ у Німеччині, в якому 4 лютого 1945 року його страчують.